# Ingo Schwichtenberg
Ingo Schwichtenberg Mr. Smile, född 18 maj 1965, död 8 mars 1995, var trummis och en av grundarna av det tyska power metalbandet Helloween.
Han blev känd för sitt kraftiga trummande, och för sitt breda leende. Hans drivande rytm, och skicklighet med trummorna har imiterats av många power metal-band genom 1990-talet till idag.
Han fick sparken från bandet 1993, under Chameleonturnén. Anledningen ska ha varit Schwichtenbergs problem med alkohol och andra droger, speciellt kokain och hasch. Han led också av schizofreni, och vägrade att ta medicin för detta. Det ledde exempelvis till att han kunde börja gråta okontrollerat, vilket gjorde det omöjligt för honom att spela på konserter. Han var också något missnöjd med bandets utveckling, och ska speciellt ha ogillat låten Windmill på albumet Chameleon.
Efter att ha fått sparken från bandet blev Schwichtenberg mer och mer schizofren, vilket slutligen resulterade i att han tog sitt liv 1995 genom att hoppa ut framför ett tunnelbanetåg. Han ersattes av Uli Kusch.